# Сары (Полтавская область)
Сары (укр. Сари) — село,
Саровский сельский совет,
Гадячский район,
Полтавская область,
Украина.
Код КОАТУУ — 5320486901. Население по переписи 2001 года составляло 2437 человек.
Является административным центром Саровского сельского совета, в который, кроме того, входят сёла
Донцовщина,
Киевское,
Малые Будища,
Саранчова Долина и
Червоный Кут.

## Географическое положение
Село Сары находится на правом берегу реки Псёл,
выше по течению на расстоянии в 1,5 км расположено село Червоный Кут,
ниже по течению на расстоянии в 1 км расположено село Саранчова Долина,
примыкает к сёлам Писаревщина и Киевское и Григоровычив хутор.
По селу протекает пересыхающий ручей с запрудой.
Река в этом месте извилистая, образует лиманы, старицы и заболоченные озёра.

## История
- К VIII—X вв. относится славянское городище в селе Сары.

## Экономика
- ООО «Колос».
- ООО «Стандарт агро».
- Вблизи села Сары обнаружены залежи газа и газового конденсата[3].

## Объекты социальной сферы
- Детский сад «Колосок».
- Школа.

## Достопримечательности
- В селе Сары снимали известную кинокартину «Как поссорился Иван Иванович с Иваном Никифоровичем» по Н. В. Гоголю.

## Известные люди
- Метлинский Амвросий Лукьянович — украинский поэт, фольклорист, переводчик, издатель, родился в селе Сары.
- Метлинский Семен Лукьянович — украинский поэт и этнограф, родился в селе Сары.

## Религия
- Свято-Покровская церковь.